# Vangelis
Vangelis, vlastním jménem Evangelos Odysseas Papathanassiou (řecky Ευάγγελος Οδυσσέας Παπαθανασίου), (29. března 1943 Agria, Thesálie – 17. května 2022 Paříž) byl řecký instrumentalista a hudební skladatel. Patřil k průkopníkům elektronického popu, jeho tvorba ale zasahovala do více hudebních stylů.

## Kariéra
Začátkem 60. let byl Vangelis členem řecké hudební skupiny The Forminx. Roku 1968 odešel z Řecka a v Paříži založil spolu se svými krajany Demisem Roussosem a Loukasem Siderasem skupinu Aphrodite's Child, jejíž tvorba se nesla ve znamení progressive rock. Roku 1972 se skupina rozpadla, Vangelis ale i později s Roussosem spolupracoval.
Svou sólovou kariéru zahájil Vangelis složením hudby k filmům režírovaným Fredericem Rossifem. Navázal taktéž úzké kontakty se zpěvákem Jonem Andersonem.
Vangelis se posléze přesunul do Londýna, kde založil vlastní nahrávací studio nazvané Nemo Studios. Roku 1975 zde nahrál své první známé album Heaven and Hell. Roku 1982 získala Vangelisova hudba k filmu Ohnivé vozy Oscara.
Ve spolupráci s režisérem Ridleym Scottem složil v témže roce hudbu k slavnému sci-fi filmu Blade Runner. Na úspěšnou spolupráci s tímto režisérem navázal roku 1992, kdy vytvořil hudbu k filmu 1492: Dobytí ráje.
Roku 1995 vydal album věnované jako poctu malíři řeckého původu El Grecovi, téhož roku pak vychází album Voices, jehož titulní skladba zaznamenává komerční úspěch. V roce 2001 byla vydána jeho doprovodná hudba k vesmírným misím americké NASA nazvaná Mythodea, kterou doprovázelo vydání DVD z athénského vystoupení.
Vangelis také roku 2004 složil filmovou hudbu pro snímek Alexander režiséra Olivera Stonea. Mezi jeho poslední práce patří soundtracky k filmům El Greco řeckého režiséra Yannise Smaragdise z roku 2007 a soundtrack k polskému filmu Świadectwo, kde byl autorem prvních tří skladeb.
Roku 2007 také znovu vyšel soundtrack k filmu Blade Runner ke 25. výročí filmu ve speciální edici. Edice obsahuje 3 CD, přičemž první CD je původní soundtrack z roku 1994, druhé hudba z filmu, která se však na původním soundtracku neobjevila a třetí disk tvoří zcela nová hudba inspirovaná filmem.
Zemřel na komplikace spojené s covidem-19 v Paříži v roce 2022  .

## Diskografie

### Studiová alba
- Fais Que Ton Reve Soit Plus Long Que La Nuit (1972)
- Earth (1973) – experimentální rock
- Heaven and Hell (1975) – kombinace elektronické a klasické hudby
- Albedo 0.39 (1976)
- Spiral (1977)
- Beaubourg (1978)
- China (1979)
- Odes (1979) – spolupracovala Irene Papas
- See You Later (1980)
- Soil Festivities (1984)
- Mask (1985)
- Invisible Connections (1985)
- Rhapsodies (1986) – spolupracovala Irene Papas
- Direct (1988)
- The City (1990)
- Voices (1995)
- Oceanic (1996)
- El Greco (1998) – komerční série původního limitovaného alba z roku 1995
- Mythodea (2001)
- Rosetta (2016)
- Juno to Jupiter (2021)

### Filmová hudba
- Sex Power (1970)
- L'Apocalypse des Animaux (1973) – hudba k filmu Frédérica Rossifa
- La Fête Sauvage (1976) – hudba k filmu Frédérica Rossifa
- Ignacio (1977) – hudba k mexickému filmu No Oyes Ladrar los Perros?
- Opera Sauvage (1979) – hudba k seriálu Frédérica Rossifa
- Chariots of Fire (1981) – hudba k filmu Ohnivé vozy
- Missing (1982)
- Antarctica (1983) – hudba k filmu Nankyoku Monogatari
- Sauvage et Beau (1984) – hudba k přírodopisnému filmu Frédérica Rossifa
- The Bounty (1984)
- Silent Portraits (1984)
- Francesco (1989)
- The Plague (1992)
- Bitter Moon (1992) – lehce erotický film s Hugh Grantem v hlavní roli
- 1492: Conquest of Paradise (1992) – hudba k filmu 1492: Dobytí ráje
- Blade Runner (1994) – hudba k filmu Blade Runner z roku 1982
- Cavafy (1996) – hudba k řeckému filmu
- Alexander (2004) – hudba k filmu Alexander Veliký
- Blade Runner Trilogy. 25th Anniversary (2007) – 3 CD box set
- El Greco (2007) – hudba k řeckému filmu Yannise Smaragdise, zcela odlišné od El Greco (1998)
- Świadectwo (2008) – hudba k polskému filmu, Vangelis autorem prvních tří skladeb

### Spolupráce sJonem Andersonem
- Short Stories (1980)
- The Friends of Mr. Cairo (1981)
- Private Collection (1983)
- The Best of Jon & Vangelis (1984) – kompilace
- Page of Life (1991)
- Chronicles (1994) – kompilace

### Limitované edice
- Foros Timis Ston Greco (1995) – původní limitovaná série alba El Greco
- Ithaca (2004) – singl, báseň řeckého básníka Kavafise recitovaná Seannem Connerym

### Neoficiální alba
- Hypothesis (1971) – experimentální improvizace
- The Dragon (1971) – experimentální improvizace

### Kompilace
- The Best of Vangelis (1978)
- To the Unknown Man (1982)
- Magic Moments (1985)
- Cosmos (1986)
- Themes (1989)
- Mundo Magico De Vangelis (1995)
- Portraits (So Long Ago So Clear) (1996)
- Ask the Mountains (1996)
- Gift... (1996)
- Song of the Seas (1996)
- March with Me (1997) – spolupráce s operní pěvkyní Montserrat Caballé a Ginem Vanellim
- Reprise 1990–1999 (2000)
- Cosmos (2001) – 2 CD
- Odyssey (2003)
- Greatest Hits

### Promo
- The Vangelis Radio Special (1976)